# Lijst van voetbalinterlands Guam - Turkmenistan
Deze lijst van voetbalinterlands geeft een overzicht van alle officiële voetbalinterlands tussen de nationale teams van Guam en Turkmenistan. De landen hebben tot nu toe twee keer tegen elkaar gespeeld. De eerste ontmoeting, een kwalificatiewedstrijd voor het Wereldkampioenschap voetbal 2018, werd gespeeld in Hagåtña op 11 juni 2015. Het laatste duel, de returnwedstrijd in dezelfde kwalificatiereeks, vond plaats op 13 oktober 2015 in Asjchabad.

## Wedstrijden
| № | Plaats    | Datum           | Competitie           | Wedstrijd           | Uitslag |
| - | --------- | --------------- | -------------------- | ------------------- | ------- |
| 1 | Hagåtña   | 11 juni 2015    | WK 2018 kwalificatie | Guam − Turkmenistan | 1 − 0   |
| 2 | Asjchabad | 13 oktober 2015 | WK 2018 kwalificatie | Turkmenistan − Guam | 1 − 0   |

## Samenvatting
| Competitie      | Totaal gespeeld | Winst Guam | Gelijk | Winst Turkmenistan | Doelsaldo Guam – Turkmenistan |
| --------------- | --------------- | ---------- | ------ | ------------------ | ----------------------------- |
| WK-kwalificatie | 2               | 1          | 0      | 1                  | 1 − 1                         |
| Totaal          | 2               | 1          | 0      | 1                  | 1 − 1                         |

## Details

### Eerste ontmoeting
| WK 2018 kwalificatie (scheidsrechter Wang Di, Hagåtña, 11 juni 2015): |              | |
| Guam | 1 – 0        | Turkmenistan |
| Serdar Annaorazov 14' (e.d.) | goals        | |
| Gary White | bondscoach   | Amangylyc Gocumov |
| Doug Herrick Alexander Lee Mason Grimes John Landa Matkin 85' Ian Mariano 77' Jason Cunliffe Ryan Guy Brandon McDonald Shawn Nicklaw Adolph Joseph DeLaGarza Shane Malcolm 88' | opstellingen | Nikita Gorbunov Sohrat Soyunov Rahimberdy Baltayev Makan Saparov Serdaraly Atayev 73' Suleyman Muhadov 87' Guvanch Abylov Serdar Annaorazov Ahmet Atayev 63' Suleyman Orazov Bahtiyar Hojaahmedov |
| Travis Nicklaw 77' Dylan Naputi 85' Justin Lee 88' | wissels      | 63' Umijan Astanov 73' Berdy Shamuradov 87' Altymurad Annadurdiyev |
| Doug Herrick 66' John Landa Matkin 79' | gele kaarten | 84' Serdar Annaorazov |

GFA ·
Bondscoaches ·
Topscorers · 
Guamees vrouwenvoetbalelftal ·
Guam U21
Amerikaans-Samoa ·
Aruba ·
Australië ·
Bangladesh ·
Bhutan ·
Cambodja ·
China ·
Filipijnen ·
Hongkong ·
India ·
Iran ·
Laos ·
Macau ·
Malediven ·
Mongolië ·
Myanmar ·
Nieuw-Caledonië ·
Noord-Korea ·
Oman ·
Pakistan ·
Palestina ·
Salomonseilanden ·
Singapore ·
Sri Lanka ·
Syrië ·
Tadzjikistan ·
Taiwan ·
Turkmenistan ·
Vanuatu ·
Vietnam ·
Zuid-Korea
AFFA · A-internationals · Bondscoaches · Statistieken · Turkmeens vrouwenelftal · Turkmenistan U21 · Turkmenistan U20 · Turkmenistan U19 · Turkmenistan U17
1992 – 1999 ·
2000 – 2009 ·
2010 – 2019 ·
2020 − 2029
1992 ·
1993 ·
1994 ·
1995 ·
1996 ·
1997 ·
1998 ·
1999 ·
2000 ·
2001 ·
2002 ·
2003 ·
2004 ·
2005 ·
2006 ·
2007 ·
2008 ·
2009 ·
2010 ·
2011 ·
2012 ·
2013 ·
2014 ·
2015 ·
2016 ·
2017 ·
2018 ·
2019 ·
2020 ·
2021 ·
2022
Afghanistan ·
Armenië ·
Azerbeidzjan ·
Bahrein ·
Bangladesh ·
Bhutan ·
Cambodja ·
China ·
Estland ·
Filipijnen ·
Guam ·
Hongkong ·
India ·
Indonesië ·
Irak ·
Iran ·
Japan ·
Jemen ·
Jordanië ·
Kazachstan ·
Kirgizië ·
Koeweit ·
Laos ·
Libanon ·
Litouwen ·
Malediven ·
Maleisië ·
Myanmar ·
Nepal ·
Noord-Korea ·
Oeganda ·
Oezbekistan ·
Oman ·
Pakistan ·
Palestina ·
Qatar ·
Roemenië ·
Saoedi-Arabië ·
Singapore ·
Sri Lanka ·
Syrië ·
Tadzjikistan ·
Taiwan ·
Thailand ·
Verenigde Arabische Emiraten ·
Vietnam ·
Zuid-Korea